# Johann Friedrich Deinhard

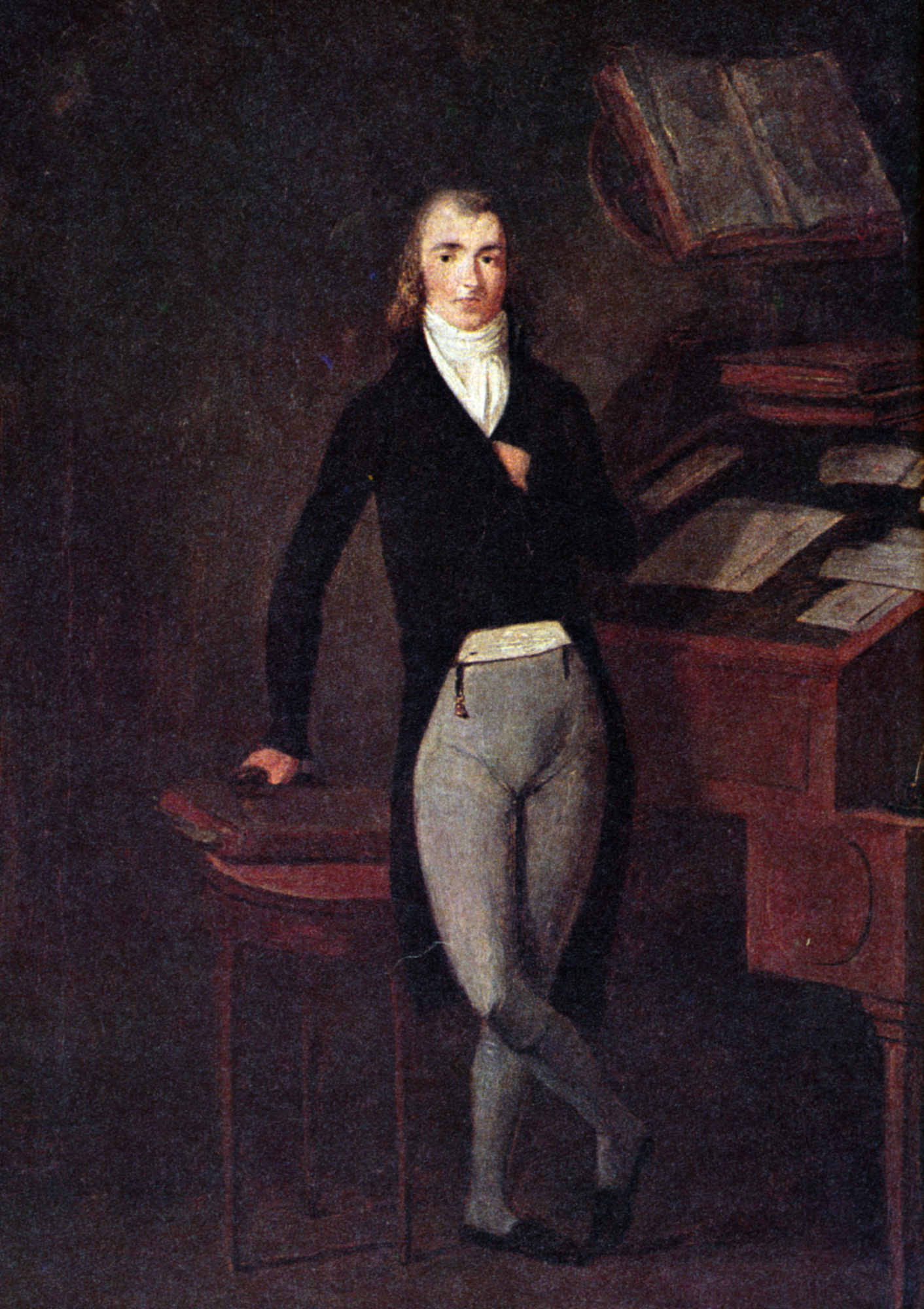
Johann Friedrich Deinhard

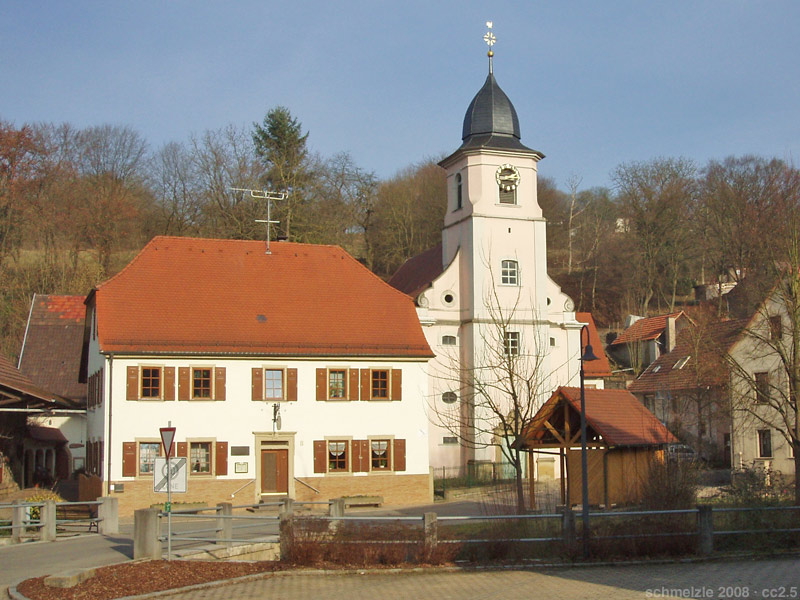
Links das Deinhard-Geburtshaus in Wollenberg

Johann Friedrich Deinhard (* 13. September 1772 in Wollenberg; † 23. Oktober 1827 in Koblenz) war deutscher Unternehmer und Gründer der Sektkellerei Deinhard.

## Familie
Johann Friedrich Deinhards Eltern waren Michael Deinhard und Philippina Hermann, beide sind 1794 in Wollenberg gestorben. Er heiratete am 30. Ventôse 1801 in Koblenz Barbara Ludovika Nebel (1778–1824), die Tochter des späteren Bürgermeisters Johann Nikolaus Nebel. Die beiden hatten sechs Kinder. Zwei Söhne der beiden, August (1806–1865) und Carl (1809–1850), waren der in Firma des Vaters tätig. Madeleine Karoline Louise und Friedrich Prosper waren Zwillinge, die am 21. Juli 1812 in Koblenz geboren wurden. Madeleine Karoline Louise heiratete Anton Jordan (1804–1890), der die Firmenniederlassung in London geleitet hatte. Friedrich Prosper heiratete Auguste Margarete Jordan (1816–1889), eine Tochter des bayerischen Abgeordneten Andreas Jordan (1775–1848), und gründete 1849 das Weingut Deinhard in Deidesheim. Dessen Sohn Andreas Deinhard, ebenfalls Winzer, war von 1898 bis 1903 Abgeordneter im Deutschen Reichstag.

## Leben
Deinhard wurde in Wollenberg geboren und absolvierte eine kaufmännische Lehre in Worms, woraufhin er 1794 nach Koblenz kam. Dort eröffnete er zunächst ein Einzelhandelsgeschäft für Kaffee, Salz, Käse, Spirituosen usw., wobei sich Wein zum stärksten Handelsobjekt seines Geschäfts entwickelte. In der Koblenzer Gemüsegasse war er außerdem nebenbei von 1796 bis 1798 als Agent für das Bankhaus Gebr. Mühlens (Frankfurt am Main) tätig. 1802 erwarb er eine zusätzliche Weinhandlung. 1810 erwarb er ein Anwesen in der Koblenzer Neustadt, das später zum Stammhaus seiner Firma wurde. Deinhard gilt in Koblenz als Wirtschaftspionier, da durch seine Tätigkeit die Stadt zu einem Weinhandelszentrum wurde. Sekt, für den das Deinhard-Unternehmen besonders bekannt wurde, hat Johann Friedrich Deinhard noch nicht hergestellt. Dieser Geschäftszweig wurde erst unter seinem Sohn August Deinhard aufgenommen.
Johann Friedrich Deinhard gehörte von 1811 bis zu seinem Tod dem Stadtrat von Koblenz an. Er war zeitweilig auch Handelsrichter und trat für die Gründung einer Handelskammer ein. Er war Mitglied der Koblenzer Freimaurerloge Friedrich zur Vaterlandsliebe.
In seinem Geburtsort Wollenberg ist die Deinhardstraße nach ihm benannt.